# William Wood (Zoologe)
William Wood (* 1774 in Kendal; † 26. Mai 1857 in Ruislip, Middlesex) war britischer Malakologe und Entomologe.

## Leben
Hauptberuflich war er Chirurg und erhielt seine Ausbildung am St Bartholomew’s Hospital in London. Er praktizierte danach in Wingham (Kent) und ab 1801 in London, wurde dann aber ab 1815 Buchhändler und Verleger im Strand in London, wobei er hauptsächlich Bücher über Naturgeschichte vertrieb und druckte. 1840 zog er nach Ruislip. Er hatte einen Sohn.
Von ihm stammt unter anderem die Erstbeschreibung der Kammmuschel Aequipecten muscosus.
Er war Fellow der Royal Society (1812) und der Linnean Society (1798).

## Schriften
- Zoography; or the Beauties of Nature displayed in select Descriptions from the Animal and Vegetable, with additions from the Mineral Kingdom, London: W. Daniell, 3 Bände, 1807 bis 1811
- General Conchology, Band 1, London, 1815, Neuauflage 1835
- Index testaceologicus, or, A catalogue of shells, British and foreign : arranged according to the Linnean system : with the Latin and English names, references to authors, and places where found : illustrated with 2,300 figures, London: William Wood 1818, 2. Auflage 1828 (Neuauflage von Sylvanus Hanley 1855/56)
- Illustrations of the Linnean Genera of Insects, 2 Bände, London, 1821
- Catalogue of the best works of Natural History, 1824, 2. Auflage 1832
- Index entomologicus, or, A complete illustrated catalogue, consisting of 1,944 figures, of the lepidopterous insects of Great Britain, London: William Wood, 1839 (Neuauflage John Obadiah Westwood 1854)
- An illustrated, enlarged, and English edition of Lamarck’s Species of shells comprising the whole of the recent additions in Deshayes’ last French edition, with numerous species not noticed by that naturalist, accompanied by accurate delineations of almost all the shells described, London: W. Wood 1843
- Fossilia Hantoniensia, London 1829
- A complete Illustration of the British Freshwater Fishes, London 1840